# Kreflova kmetija
Kreflova kmetija je socialnorealistična kmečka drama Ivana Potrča. Deloma je izšla leta 1938 v Ljubljanskem zvonu, v celoti pa leta 1947 pri Slovenskem knjižnem zavodu. 

## Osebe
- Jura Krefl, zapit posestnik, 56,
- Liza, žena, 58,
- Ivan, sin, študent, 22,
- Ančka, hči, por. Toplak, 24,
- Vinko Toplak, sin propadlega krčmarja, Ančkin mož, 23,
- Franček, Kreflov otrok, 21,
- Lizika, Kreflov otrok, 19,
- Poltek, Kreflov otrok, 14,
- Milika, Kreflov otrok, 12,
- Franc Vilčnik, posestnik, župan, kronski upokojenec (bivši žandarmerijski stražmojster), 65,
- stric Janža, preužitkar pri Kreflovih, 76,
- pater Mirko, minorit z domače fare, 46,
- Ciglar, Kreflov viničar, 70,
- Mimika, njegova hči, 21,
- Lebrovka, 36,
- Štefek, njen otrok, 12,
- Hrenkov Franci, 20,
- Duhovca, 53,
- obrezači,
- Rujsova Trezika, nezakonski otrok, občinska sirota, 12.

## Dogajanje

### 1. dejanje
Pri Kreflovih so povečerjali, Liza za naslednji dan razdeljuje delo. Vse spremljajo prepiri, poniževanja itn., vendar so na to vsi že navajeni, saj še gospodinja pred vsemi zmerja gospodarja, ki je spet pijan. Ko dninarji odidejo, pokliče Jura nazaj Ciglarja in Mimiko in pove, da naj hči pusti njihovega Ivana pri miru, gruntar in bajtarka nista za vkup. Ivan se namreč prav danes vrača iz zapora, kjer je bil zaradi politike. Na Mimiko se spravijo vsi, celo lastni oče, ki se boji, da jih bo Krefl vrgel iz koče, nazadnje še župan, tako da dekle v joku pobegne. Frančej, ki je bil šel čakat Ivana, se s postaja pripelje sam, Ivan da se je pred vasjo sestal z Mimiko češ, Krefli se naj sami vozijo. Družina je prizadeta, saj ga težko čaka. Ko Ivan vendarle pride, se nemudoma spre z županom, z materjo. Lizika zunaj zavpije, da stari Matjašič, ki so ga bili v dežju gonili na njivo, v hlevu umira. Vsi planejo iz izbe, otroci ostanejo sami s stricem, strah jih je. Zunaj prepir, Ivan vpije, ali so sploh ljudje, Krefl odgovarja, da so Krefli.

### 2. dejanje
Še isti večer pijano veselje obrezačev, ki ga Ivan ne more prenašati, saj je mrlič v hiši. Rad bi dobil zgornji grunt, da bi zapustil dom. Župan odobrava - a le, če bo vzel bogato nevesto, da jih vse reši iz dolgov. Ančka se je bila poročila na zadolženo krčmo, Jura je ta dolg vzel nase, zdaj si ne ve pomagati pa pije. Jutri gresta snubit bogato Petkovo. Ko župan odide, se prikaže Mimika. Noče nobenega grunta, hoče le Ivana, oba bi šla kam daleč ... Zaloti ju Liza, besna se spravi z bičem nad dekle, Ivan ji bič zlomi. Vsa družina leti na kup. Fizični obračun prepreći pater Mirko, ki je neopaženo prišel. Govoriti hoče z Ivanom na samem. Ivan izpove, da ga je sram živeti od žuljev revežev, da v njem raste človek; pater odgovarja, da je obstoječi red božji redi, da ga človek ne sme rušiti; pograja ga tudi zaradi Mimike. Ivan mu v besu pokaže vrata, a ko skoznje plane zgrožena mati, pobegne. Pater pritisne na Lizo, nas se ne briga več za Ivana, naj pazi, da ji ne bo izpridil še drugih otrok, in po tej obsodbi odide. Ko se Ivan vrne domov, ga vsi bojkotirajo. Liza odhiti za možem v gostilno, da bi ga s tepežem prignala domov. Vtem pride še Ančka z otrokom, češ da jo bodo doma ubili, ker še niso dobili vse dote izplačane; a z jokom in tožbami skuša izsiliti denari ali zgornji grunt - v strahu, da ji ga bo Ivan odjedel. Ko se vrne še pijani Jura, ga hoče Liza tepsti, otroci jo vlečejo nazaj, Ančka tuli, pod oknom kriči in grozi Vinko, ki je bil prišel po ženo - pekel je popoln.

### 3. dejanje
Liza in Jura začneta dan s prepirom, otroci preplašeni poslušajo. Liza očita možu pitje in izogibanje problemom, ga ščuva zoper Ivana, češ Ančka naj dobi stričevo, Ciglarje pa poženi na cesto. Jura se ne znajde, čuti, da Kreflovino gloda črv, da gre vse navzdol. Ivan ga prosi za stričev grunt, da se bo lahko oženil z Mimiko - on noče biti Krefl, Kreflovina stoji na zločinu in nečloveškosti. Mimika bo njegova revolucija, upor zoper kreflovstvo ... Zunaj so se zbrali pogrebci, da bi odnesli Matjašiča. Ivan jim spregovori obtožujoče besede o Kreflih, kako so ravnali z Matjašičem in drugimi. Družina je vsa iz sebe, Liza sili v Jura, naj vendar kaj stori, in ko ta ne stori nič, pobere otroke, da bi zapustila dom. Medtem se Ančka zaganja v Mimiko, ki je prišla prosit, naj jih ne mečejo iz koče. Jura v tem peklu izgubi pamet, zgrabi za puško in ustreli Ivana. Vse obideta groza in bup, Jura pa se plazi po vseh štirih in se bebasto krohota ...

## Literarna zgodovina, kritike
"Tedanja kritika je opazila, da je stari Krefl, predstavnik propadajoče kmetije, v drami neprimerno bolj stvaren in prepričevalen kot njegov protiigralec Ivan in da je zato osrednji konflikt drame, nasprotje dveh svetov, relativno nedognan.
Ta pomanjkljivost izvira iz zasnove drame same v zvezi z literarnimi vplivi, ki so tedaj delovali na mladega pisatelja. Ko je iskal Potrč za svoj kreflovski problem, problem gospodarskega in nravnega propadanja kmečke domačije, ustrezno literarno obliko, je v domači literarni tradiciji našel najmočnejšo oporo pri Cankarju, katerega je leta in leta zasledovala misel o revolucionarni kmečki drami. /.../ Cankarjev Kralj na Betajnovi je nedvomno vplival na avtorja Kreflove kmetije. Toda stari Krefl je sicer v družbenem smislu izkoriščevalec, ker izrablja kot gruntar tujo delovno silo, ni pa načelen ljudski škodljivec in zločinec kakor Kantor. V svojem brezupnem boju za obstanek kmetije je Krefl celo tragičen, ker se s svojo konservativnostjo niti psihološko niti materialno ne znajde v novem času, v času brezobzirnega kapitalizma. Ivan je s svojo živo socialno vestjo nravno sicer nad svojim očetom, nad njegova ozko, sebično gruntarsko moralo, toda v boju za domačijo mu ne more pomagati in svoje socialne tirade govori mimo njega; vrh tega pa je še sentimentalno nedosleden, ko obsoja Kreflovo kmetijo iz ekonomske nujnosti, češ da ne preživlja več svojih ljudi, sam pa hkrati sanjari o idili s kočarsko hčerko na kočariji." (Kralj 1949)
"Ivan Potrč je v svoji tridejasnki drami Kreflova kmetija zajel snov neposredno iz panonskega okoliša, iz bližine Ptuja; pri tem je podal najostrejšo analizo gospodarskega in moralnega stanja v času pred agrarno reformo ter prikazal vzroke in posledice propadanja velikega kulaškega posestva. /.../ Kreflova kmetija je mladostni zagon, napoved trilogije, ki se je z naslednjima dramama Lacko in Krefli in Krefli zaključila šele po drugi vojni. Čeprav se opira na izrazito krajevno območje, ima tudi širši idejni pomen. Ne kaže samo, kako so kralji na Betajnovi zagospodovali v nekem določenem okolišu, marveč kako jim lastni sinovi obujajo vest se obračajo od njih." (Koruza 1973)

## Uprizoritve
- SNG Drama Maribor, premiera: 16. oktober 1946
- SNG Ljubljana, premiera: 28. december 1977